# Marcelo Vieira
Marcelo Vieira da Silva Júnior (Rio de Janeiro, 1988. május 12. –) brazil válogatott labdarúgó.. Eredeti posztja balhátvéd, de játszatják balszélsőként is. Paolo Maldini és Diego Maradona szerint a világ legjobb balhátvédje.

## Klub karrier

### Fluminense
Marcelo 9 évesen kezdett el a labdarúgással foglalkozni, eleinte futsalt játszott, később tért át a nagypályás futballra. Nagyon szegény környéken nőtt fel, egyedül a labdarúgás jelenthette a kitörési lehetőséget.
2005-ben mutatkozott be a Fluminense felnőtt csapatában. Összesen két szezont töltött el a brazil csapatban, mielőtt a Real Madrid leigazolta volna a fiatal, tehetséges brazil játékost. Összesen 30 mérkőzésen szerepelt a Fluminense színeiben, ezeken 6 gólt szerzett.

### Real Madrid

#### Kezdetek
A 2006–2007-es téli átigazolási időszakban került a Real Madridhoz. Érkezésekor a madridi klub akkor elnöke Ramón Calderón nyilatkozta a brazilról a következőket: "Nagyon fontos igazolás számunkra. Marcelo egy fiatal játékos, aki frissességet fog vinni a pálya szélére, és része annak a tervnek, mely szerint fiatal játékosokat hozunk a csapatba. Boldoguk vagyunk, hiszen ő egy igazi gyöngyszem, akit fél Európa le akart igazolni." Sokan Roberto Carlos utódjának tekintik.
2007. január 7-én csereként mutatkozhatott be új csapatában a Deportivo La Coruña elleni bajnoki mérkőzésen, melyet 2-0-ra elveszített a Real Madrid. Április 14-én Fabio Capello először rakta a kezdőcsapatba a fiatal brazilt a Racing Santander elleni bajnokin. A 2007–2008-as szezonban Bernd Schusternél egyre több játéklehetőséget kapott, összesen 32 mérkőzésen lépett pályára. Gyorsasága, cselei, remek védekezése és támadóképessége miatt hamar kulcsjátékos vált belőle a madridi csapatnál.
2009-ben azonban rossz teljesítménye miatt a kispadra került Juande Ramos irányítása alatt, a spanyol tréner a stabilabban védekező Gabriel Heinzet játszatta a posztján. A szezon hátralévő mérkőzésein Marcelot inkább balszélsőként vetette be Ramos, amely remek taktikai húzásnak bizonyult, ugyanis Marcelo remekelt ezen a poszton. Első gólját 2009. február 14-én szerezte a Sporting Gijón elleni 4-0-ra megnyert bajnoki mérkőzésen. Második gólját az Almería ellen szerezte, egy hatalmas távoli lövéssel. Április 18-án rúgta harmadik gólját is a Real Madridban a Recreativo Huelva ellen, akkor ez a találat győzelmet hozott a királyi gárdának. Két héttel később bevette a Sevilla kapuját is, ezzel pedig összesen négy bajnoki góllal zárta a bajnokságot.

#### 2009–2010-es szezon
A csapat új vezetőedzője, Manuel Pellegrini irányítása alatt vált igazán alapemberré. A chilei mesternél is sokszor szerepelt a balszélső poszton, aminek köszönhetően a liga egyik legtöbb gólpasszt adó játékosa lett. Egy 2009 végi sajtótájékoztatón Marcelo úgy nyilatkozott, hogy jobban érzi magát szélsőként a pályán. Remek teljesítményének köszönhetően 2010. február 5-én a vezetőség meghosszabbította Marcelo szerződését, mely szerint 2015-ig a klub játékosa marad..

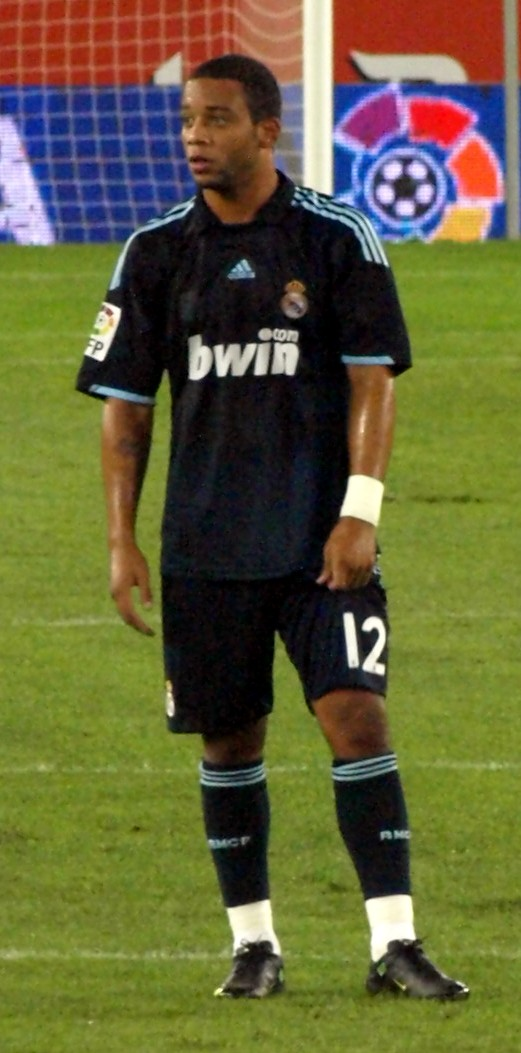
Marcelo a 2009–2010-es szezonban

#### 2010–2011, az áttörés
2010 nyarán a Real Madrid CF ismét edzőváltáson ment keresztül, most a friss Bajnokok Ligája győztes portugál sikeredző, José Mourinho érkezett a padra. Mourinhonál Marcelo visszakerült eredeti posztjára, így újra ő volt a balhátvéd a csapatban. November 10-én bekerült a FIFA Az év legjobb csapata bő, 55 fős keretébe.
Az új szezon első bajnoki gólját 2011. február 13-án szerezte az Espanyol ellen. A Lyon elleni Bajnokok Ligája mérkőzésen fantasztikusan játszott, megszerezte első Bajnokok Ligája gólját, amivel megnyitotta a gólok sorát a mérkőzésen. Az ő találata jelentette az áttörést a találkozón, melynek köszönhetően a Real Madrid CF 2004 után ismét bekerült a Bajnokok Ligája negyeddöntőjébe. Marcelo folytatta remek szezonját, majd ismét betalált a Bajnokok Ligájában, ezúttal a Barcelona kapuját vette be a sorozat elődöntőjében. A mérkőzés 1-1-re végződött, mellyel a Barca jutott a döntőbe, a Real Madrid pedig kiesett.
A bajnokság végén Maradona szerint Marcelo volt a liga 3. legjobb játékosa Lionel Messi és Cristiano Ronaldo mögött.

#### 2011–2012-es szezon
2011. augusztus 17-én kiállították a Barcelona elleni szuperkupa visszavágón. December 3-án ő szerezte csapata harmadik gólját a Sporting Gijón elleni bajnoki mérkőzésen, melyen csapat 3-0-ra győzött.
Paolo Maldini szerint Marcelo jelenleg a világ legjobb hátvédje. Így vélekedett a brazilról: "Kiválóan védekezik, a támadásokban is nagyon jó és mindkét területen specialista."

### Ismét Fluminense
2023. február 24-én a Fluminense bejelentette Marcelo visszatérését a klubhoz. Április 5-én mutatkozott be a Sporting Cristal elleni Copa Libertadores-mérkőzésen. Négy nappal később megszerezte első gólját a Rio de Janeiro állami bajnokságban a CR Flamengo ellen 4–1-re megnyert találkozón. 2024. november 2-án közös megegyezéssel elhagyta a klubot.
2025. február 6-án a közösségi média csatornáin keresztül bejelentette visszavonulását.

## Válogatott karrier
Válogatott karrierje az utánpótlás csapatoknál kezdődött. Első behívóját a 2005-ös U17-es világbajnokságra kapta, majd a 2007-es U20-as világbajnokságra is behívták.
Első gólját egy barátságos mérkőzésen szerezte a Walesi válogatott ellen 2006. szeptember 5-én. Marcelot a válogatottban és a Real Madridban egyaránt Roberto Carloshoz hasonlítottak.
Részt vett a 2008-as nyári olimpiai játékokon is, ahol bronzérmet szerzett a brazil válogatottal.
2009. augusztus 12-én megrendezett barátságos meccsre kapott újra meghívót a felnőtt válogatottba Észtország ellen, azonban sérülés miatt kénytelen volt kihagyni a találkozót.
Bekerült a 2010-es vb bő keretébe, azonban az utazó keretbe már nem fért be.
Hosszú idő után 2011 őszén került be ismét a válogatottba, majd megszerezte második gólját is.

## Karrier statisztikái

### Klubcsapatokban
Legutóbb frissítve: 2022. március 18.
| Klub                 | Szezon               | Liga            | Liga  | Kupa            | Kupa  | Európai         | Európai | Egyéb           | Egyéb | Összesen        | Összesen |
| Klub                 | Szezon               | Pályára lépések | Gólok | Pályára lépések | Gólok | Pályára lépések | Gólok   | Pályára lépések | Gólok | Pályára lépések | Gólok    |
| -------------------- | -------------------- | --------------- | ----- | --------------- | ----- | --------------- | ------- | --------------- | ----- | --------------- | -------- |
| Fluminense           | 2005                 | 12              | 2     | 0               | 0     | 0               | 0       | 0               | 0     | 12              | 2        |
| Fluminense           | 2006                 | 18              | 4     | 0               | 0     | 0               | 0       | 0               | 0     | 18              | 4        |
| Fluminense           | Összesen             | 30              | 6     | 0               | 0     | 0               | 0       | 0               | 0     | 30              | 6        |
| Real Madrid          | 2006–07              | 6               | 0     | 0               | 0     | 0               | 0       | 0               | 0     | 6               | 0        |
| Real Madrid          | 2007–08              | 24              | 0     | 2               | 0     | 6               | 0       | 0               | 0     | 32              | 0        |
| Real Madrid          | 2008–09              | 27              | 4     | 2               | 0     | 5               | 0       | 0               | 0     | 34              | 4        |
| Real Madrid          | 2009–10              | 35              | 4     | 2               | 0     | 6               | 0       | 0               | 0     | 43              | 4        |
| Real Madrid          | 2010–11              | 32              | 3     | 6               | 0     | 12              | 2       | 0               | 0     | 50              | 5        |
| Real Madrid          | 2011–12              | 32              | 3     | 5               | 0     | 7               | 0       | 0               | 0     | 44              | 3        |
| Real Madrid          | 2012–13              | 14              | 0     | 3               | 0     | 2               | 1       | 0               | 0     | 19              | 1        |
| Real Madrid          | 2013–14              | 28              | 1     | 4               | 0     | 7               | 1       | 0               | 0     | 39              | 2        |
| Real Madrid          | 2014–15              | 34              | 2     | 5               | 1     | 11              | 1       | 3               | 0     | 53              | 4        |
| Real Madrid          | 2015–16              | 30              | 2     | 0               | 0     | 11              | 0       | 0               | 0     | 41              | 2        |
| Real Madrid          | 2016–17              | 30              | 2     | 3               | 1     | 11              | 0       | 3               | 0     | 47              | 3        |
| Real Madrid          | 2017–18              | 28              | 2     | 2               | 0     | 11              | 3       | 3               | 0     | 44              | 5        |
| Real Madrid          | 2018–19              | 23              | 2     | 4               | 0     | 4               | 1       | 3               | 0     | 34              | 3        |
| Real Madrid          | 2019–20              | 15              | 1     | 4               | 1     | 4               | 0       | 0               | 0     | 23              | 2        |
| Real Madrid          | 2020–21              | 16              | 0     | 1               | 0     | 2               | 0       | 0               | 0     | 19              | 0        |
| Real Madrid          | 2021–22              | 9               | 0     | 0               | 0     | 2               | 0       | 0               | 0     | 11              | 0        |
| Real Madrid összesen | Real Madrid összesen | 377             | 26    | 34              | 3     | 101             | 9       | 21              | 0     | 533             | 38       |
| Teljes karrier       | Teljes karrier       | 407             | 32    | 34              | 3     | 101             | 9       | 21              | 0     | 563             | 44       |

### A válogatottban
Legutóbb 2018. július 6-án lett frissítve.
| Brazília | Brazília | Brazília | Brazília |
| Évek     | Mérk.    | Gól.     |          |
| -------- | -------- | -------- | -------- |
| 2006     | 1        | 1        |          |
| 2007     | 1        | 0        |          |
| 2008     | 2        | 0        |          |
| 2009     | 2        | 0        |          |
| 2010     | 0        | 0        |          |
| 2011     | 2        | 1        |          |
| 2012     | 8        | 2        |          |
| 2013     | 12       | 0        |          |
| 2014     | 9        | 0        |          |
| 2015     | 5        | 0        |          |
| 2016     | 3        | 0        |          |
| 2017     | 5        | 2        |          |
| 2018     | 8        | 0        |          |
| Összesen | 58       | 6        |          |

### Válogatott góljai
Legutóbb 2017. november 10-én lett frissítve 
| #  | Dátum               | Helyszín                                              | Ellenfél            | Gólja | Végeredmény | Kiírás               |  |
| -- | ------------------- | ----------------------------------------------------- | ------------------- | ----- | ----------- | -------------------- |  |
| 1. | 2006. szeptember 5. | White Hart Lane, London, Anglia                       | Wales               | 2–0   | 2–0         | Barátságos mérkőzés  |  |
| 2. | 2011. október 11.   | Estadio TSM Corona, Torreón, Mexikó                   | Mexikó              | 1–2   | 1–2         | Barátságos mérkőzés  |  |
| 3  | 2012. február 28    | AFG Arena, St. Gallen, Svájc                          | Bosznia-Hercegovina | 1–0   | 2–1         | Barátságos mérkőzés  |  |
| 4  | 2012. május 30.     | FedExField, Landover, Egyesült Államok                | Egyesült Államok    | 3–1   | 4–1         | Barátságos mérkőzés  |  |
| 5  | 2017. március 27.   | Arena Corinthians, São Paulo, Brazília                | Paraguay            | 3–0   | 3–0         | 2018-as vb-selejtező |  |
| 6  | 2017. november 10.  | Stade Pierre-Mauroy, Villeneuve-d’Ascq, Franciaország | Japán               | 2–0   | 3–1         | Barátságos mérkőzés  |  |

## Magánélet
2008-ban feleségül vette barátnőjét, Clarisse Alvest, akivel már évek óta együtt volt. 2009. szeptember 24-én megszületett első gyermekük, egy kisfiú, aki az Enzo Alves Vieira nevet viseli. Marcelo szoros barátságban van csapattársaival Pepével, Cristiano Ronaldóval és Fábio Coentrãóval, a góloknál egyedi módon ünnepelnek együtt. Rengeteg tetoválás van a teste különböző pontjain, az egyik közülük a 12-es szám, amely születésnapját és mezszámát jelöli, és a bal karján viseli.
2011. július 26-án a spanyol bíróságtól megkapta a spanyol állampolgárságot, így egy hely felszabadult a 'Nem EU-n belüli játékos' státuszból.

## Sikerei, díjai

### Klub
- Fluminense
  - Rio de Janeiro állami bajnokság (2): 2005, 2023
  - Taça Rio (1): 2005
  - Copa Libertadores (1): 2023
  - Recopa Sudamericana (1): 2024

- Real Madrid
  - Spanyol bajnokság (6): 2006–07, 2007–08, 2011–12, 2016-17, 2019-20, 2021-22
  - Spanyol kupa (2): 2010–11, 2013–14
  - Spanyol szuperkupa (5): 2008, 2012, 2017, 2019–20, 2021–22
  - UEFA-bajnokok ligája (5): 2013–14, 2015–16, 2016–17, 2017–18, 2021–22
  - Európai szuperkupa (3): 2014, 2016, 2017
  - FIFA-klubvilágbajnokság (4): 2014, 2016, 2017, 2018

### Válogatott
- Brazília U17
  - U17-es labdarúgó-világbajnokság: 
    - Ezüstérem: 2005

- Brazília U23
  - Nyári Olimpia: 
    - Ezüstérem: 2012
    - Bronzérem: 2008

- Brazília
  - Konföderációs kupa: 2023

### Fordítás
- Ez a szócikk részben vagy egészben  a   Marcelo Vieira című angol Wikipédia-szócikk ezen változatának fordításán alapul.  Az eredeti cikk szerkesztőit annak laptörténete sorolja fel. Ez a jelzés csupán a megfogalmazás eredetét és a szerzői jogokat jelzi, nem szolgál a cikkben szereplő információk forrásmegjelöléseként.